# Doyenné de Wissembourg
Le doyenné de Wissembourg est un monument historique situé à Wissembourg, dans le département français du Bas-Rhin.

## Localisation
Ce bâtiment est situé au 10, rue du Chapitre à Wissembourg.

## Historique
L'hôtel destiné au doyen du chapitre est achevé en 1784. Il fait partie de l'espace ouest de l'abbaye Saint-Pierre-et-Saint-Paul réorganisé par les chanoines entre 1769 et 1784 avec un architecte parisien. Vendu comme bien national, il devient tribunal départemental, puis sous-préfecture jusqu'en 1871, héberge l'administration de la Kreisdirektion et redevient en 1918 sous-préfecture. 
L'édifice fait l'objet d'une inscription au titre des monuments historiques depuis 1994.

## Architecture
De style néo-classique, il est situé dans l'alignement de la rue, est de plan rectangulaire et comporte un léger avant-corps central vers l'est (rue) et vers l'ouest (cour).